# 佩勒姆 (北卡羅萊納州)
佩勒姆（英語：Pelham）是位於美國北卡羅萊納州卡斯韋爾縣的非建制地區。

## 地理
佩勒姆所處的海拔為高於海平面225米（即738英呎），而該地所採用的時區為UTC-5，即北美东部时区（EST）。同時該地設有夏令時間，為UTC-5調快一小時，即UTC-4（EDT）。